# Markus Rösler

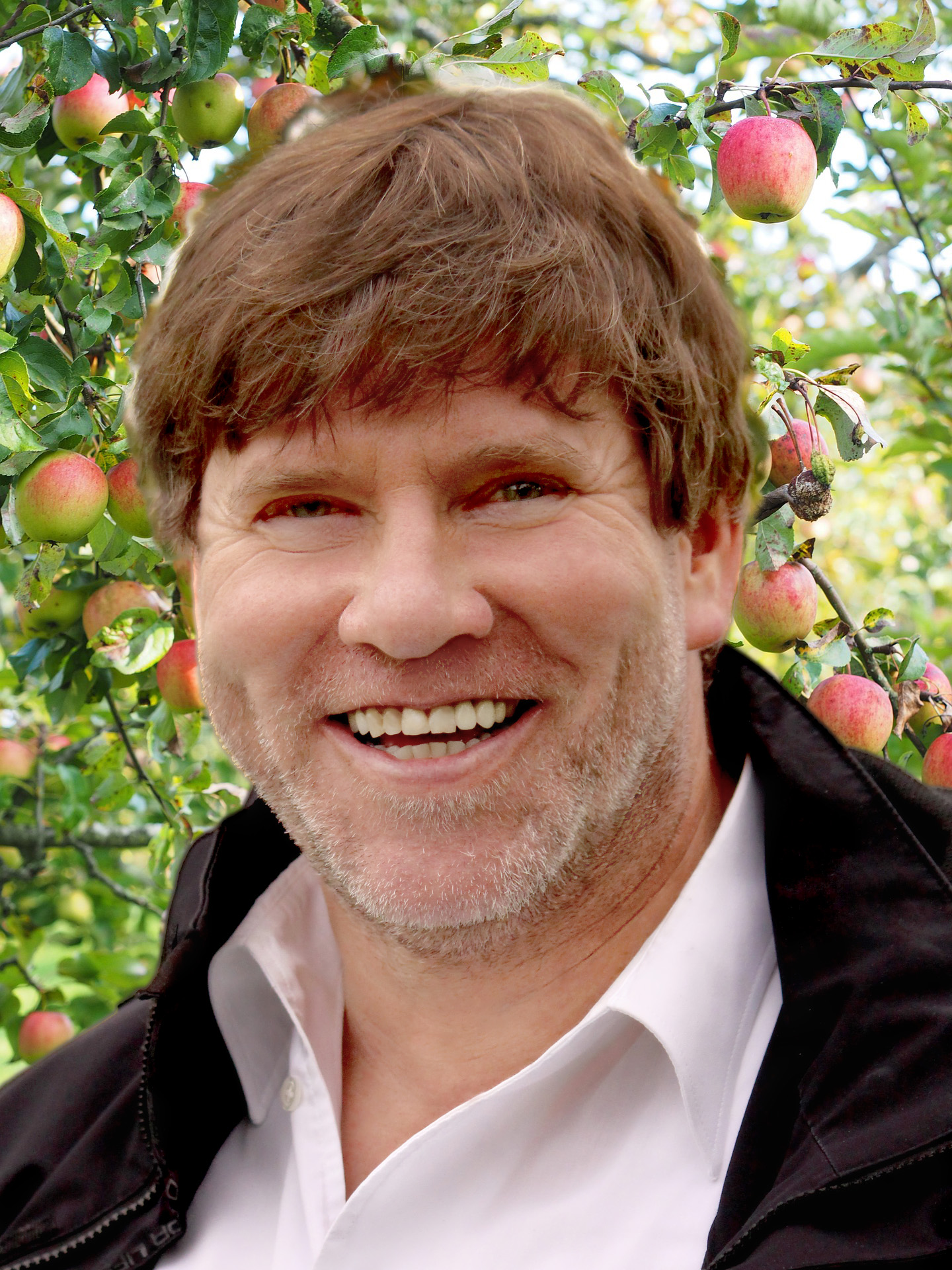
Markus Rösler im Oktober 2020

Markus Rösler (* 22. November 1961 in Gerlingen) ist ein deutscher Landschaftsökologe, Landschaftsökonom und Politiker (Bündnis 90/Die Grünen). Seit 2011 ist er Abgeordneter im Landtag von Baden-Württemberg.

## Biografie
Markus Rösler entstammt einer Obstbauern- und Wengerterfamilie in Gerlingen, besuchte die Grundschule in Gerlingen und anschließend den humanistischen Zug des Gymnasiums Korntal. Es folgten Tätigkeiten als Schutzgebietsbetreuer an der Nordsee (Rantum-Becken Sylt und Norderoog), in einer Baumschule sowie als Gründer und Leiter des NABU-Umweltzentrums im Kreis Ludwigsburg. 1985 bis 1992 studierte er Landschaftsplanung an der Technischen Universität Berlin samt einem Praxissemester in Griechenland, einem Stipendienaufenthalt in der DDR am Institut für Landschaftsforschung und Naturschutz in Greifswald und einem Werkvertrag mit der Gemeinde Bad Boll zum Thema Streuobst, der in die Diplomarbeit mündete.
Vielfältige verwandtschaftliche, private und mit dem Studium zusammenhängende Kontakte in die DDR sowie persönliches Erleben des Mauerfalls am 9. November 1989 in Berlin führten zu zahlreichen Publikationen und Vorträgen über DDR und Mauerfall.
Es folgte von 1993 bis 1997 die von der Studienstiftung des deutschen Volkes und der Friedrich-Ebert-Stiftung geförderte Promotion zum Thema Arbeitsplätze durch Naturschutz am Beispiel der Biosphärenreservate und der Modellregion Mittlere Schwäbische Alb an der TU Berlin. Von 1997 bis 2000 arbeitete er am Lehrstuhl für Landschaftsökonomie der Universität Greifswald. 2000 bis 2006 war er Geschäftsführer des saarländischen NABU, dessen Stiftung Saarländisches Naturerbe er mitbegründete.
Rösler war von 2006 bis 2011 im Landtag von Baden-Württemberg als Parlamentarischer Berater für die Fraktion der Grünen tätig und dort zuständig für Land- und Forstwirtschaft, Verbraucherschutz, Natur- und Umweltschutz und Tourismus.
Seit 1982 ist Rösler in verschiedenen Funktionen auf Bundes- und europäischer Ebene im NABU ehrenamtlich aktiv – zuerst in der Jugendorganisation Naturschutzjugend, dann für DDR-Kontakte, für Streuobst und Großschutzgebiete. Seit 2007 lebt er mit Frau und drei Söhnen in Vaihingen-Ensingen. Seit 2020 ist er Vorstandsvorsitzender der Gerlinger Johannes-Rebmann-Stiftung, die er 2002 mit begründete. Johannes Rebmann ist Röslers Ururgroßonkel. 2023 initiierte Rösler gemeinsam mit seinen Landtagskollegen Willi Stächele (CDU), Andreas Kenner (SPD) und Jochen Haußmann (FDP) den Dachverband der Dialekte Baden-Württemberg.
Rösler ist verheiratet, hat drei Kinder und ist evangelischer Konfession. Er engagiert sich für die Förderung des Dialekts in Schule und Gesellschaft und ist Initiator und Mitgründer eines im Juli 2023 gegründeten Dachverbands der Dialekte Baden-Württemberg.

## Politik
Der Partei Bündnis 90/Die Grünen gehört Rösler seit 1998 an. Bei der Landtagswahl in Baden-Württemberg 2011 wurde er mit einem Ergebnis von 25,5 % (landesweites Ergebnis 24,2 %) über ein Zweitmandat für den Landtagswahlkreis Vaihingen gewählt. Bis 2016 war er stellvertretender Vorsitzender des Ausschusses für Finanzen und Wirtschaft sowie Berichterstatter des Finanz- und Wirtschaftsausschusses für den Haushalt des Ministeriums Ländlicher Raum und Verbraucherschutz (MLR) und die Denkschriften des Landesrechnungshofes hierzu. Für die Grünen ist er seit 2011 zuständig für Naturschutz sowie für Sparkassen und nachhaltige Geldanlagen. Seit 2011 vertritt er die Fraktion im Stiftungsrat der Stiftung Naturschutzfonds sowie im Landesbeirat für Naturschutz. Im Landtags-Ausschuss für Ländlichen Raum und Verbraucherschutz war er bis 2016 zuständig für Naturschutz, unter anderen für den Nationalpark im Nordschwarzwald sowie die Biosphärengebiete auf der Alb und im Südschwarzwald, Gentechnik und Imkerei, Streuobstbau und Grünland.
Am 4. Februar 2015 wurde er in seinem Wahlkreis Vaihingen/Enz als erster grüner Kandidat in Baden-Württemberg für die Landtagswahl am 13. März 2016 nominiert – mit 41 Ja- und ohne Gegenstimmen bei drei Enthaltungen. Bei der Landtagswahl 2016 errang Rösler in einem Jahrzehnte von prominenten CDU-Politikern geprägten „Ministerpräsidenten“-Wahlkreis mit 33,1 % das Direktmandat (landesweites Ergebnis 30,3 %). Nach Umressortierung des Naturschutzes 2016 ins Umweltministerium blieb er weiterhin naturschutzpolitischer Sprecher der Grünen und damit Mitglied im Umweltausschuss. Er wurde stellvertretender Sprecher der Grünen im Finanzausschuss und dort Berichterstatter für den Zuständigkeitsbereich des Umweltministeriums sowie Spiegelberichterstatter für das MLR. Er ist zuständig für Banken und Sparkassen und vertritt die Fraktion seither im Beirat der Sparkassenversicherung Süd sowie vertrat sie von 2016 bis 2020 im Kuratorium von Toto-Lotto BW und von 2016 bis 2021 als stellvertretendes Mitglied im Aufsichtsrat der BW-Bank. Seit 2020 vertritt er die Fraktion der Grünen im Aufsichtsrat von Toto-Lotto.
Bei der Landtagswahl 2021 konnte er sein Direktmandat mit 34,9 % der Stimmen vor Konrad Epple (CDU) mit 24,8 % deutlich ausbauen. Das war erstmals in der über 40-jährigen Geschichte der Grünen das beste grüne Ergebnis der drei Landtagswahlkreise im Kreis Ludwigsburg. In der Landtagsfraktion blieb Rösler wie schon seit 2011 Sprecher für Naturschutz. Zudem wurde er als Vorsitzender des achtköpfigen Arbeitskreises Finanzen der grünen Landtagsfraktion gewählt. Als finanzpolitischer Sprecher gehört er damit der neunköpfigen Haushaltskommission der Koalition an, in der die grundlegenden finanzpolitischen Beschlüsse der Regierung gefasst werden. Wie seit 2016 ist er im Finanzausschuss Berichterstatter für den Haushalt des Umweltministeriums. Zudem vertritt er die Grünen seit 2021 im Aufsichtsrat der BW-Bank.
Die Einrichtung eines „Kompetenzzentrums für Biologische Vielfalt und Taxonomie“ an der Universität Hohenheim und dem Staatlichen Naturkundemuseum Stuttgart geht im Wesentlichen auf Rösler zurück. Im Wahlkreis Vaihingen ist er wesentlich beteiligt an den Bemühungen zum Schutz der Enzaue vor einer Umgehungsstraße. Seit 2024 ist er gewählter bundesweiter Sprecher aller für Naturschutz zuständigen Landtagsabgeordneten der Grünen.
Bei der Landtagswahl 2026 tritt er nicht erneut an.

## Ehrenämter, Mitgliedschaften und Stipendien
- 1980–1982: Gründer und Leiter der DBV-Jugendgruppe Gerlingen (heute Naturschutzjugend)
- 1982–1987: Schatzmeister im Bundesvorstand der DBV-Jugend (heute Naturschutzjugend)
- 1986–1990: Stipendium der Friedrich-Ebert-Stiftung für das Studium der Landschaftsplanung an der TU Berlin
- 1988: Stipendium des Deutschen Akademischen Austauschdienstes und der DDR für einen Forschungsaufenthalt am Institut für Landschaftsforschung und Naturschutz in Greifswald
- 1990: Mitglied des deutsch-deutschen grünen Tisches
- seit 1992: Sprecher des NABU-Bundesfachausschusses Streuobst und Schriftleiter des NABU-Streuobstrundbriefes.
- 1993–1996: Stipendien der Studienstiftung des Deutschen Volkes (ideell) und der Friedrich-Ebert-Stiftung (finanziell) für seine Promotion „Arbeitsplätze durch Naturschutz am Beispiel der Biosphärenreservate und der Modellregion Mittlere Schwäbische Alb“
- seit 1994: Vertreter des NABU-Bundesverbandes bei der EUROPARC Federation.
- 1996–2000: Mitglied im NABU-Präsidium
- seit 1999: Mitglied der World Commission on Protected Areas (WCPA) der International Union for the Conservation of Nature (IUCN)
- seit 2002: Mitbegründer und Stiftungsrat der Johannes-Rebmann-Stiftung in Gerlingen, 2020 Wechsel in den Vorstand der Stiftung und Vorstandsvorsitzender
- seit 2009: Mitbegründer und Koordinator der Vaihinger Streuobstinitiative – www.streuobst-vaihingen.de